# Clásica de San Sebastián 2011
Clásica de San Sebastián 2011 blev arrangeret 30. juli og var den 31. udgave af løbet. 
21 hold deltog med otte ryttere hver; de 18 ProTeam og tre inviterede professionelle kontinentalhold: Caja Rural, Geox-TMC og Andalucía-Caja Granada.

## Resultater
|    | Rytter            | Hold               | Tid     |
| -- | ----------------- | ------------------ | ------- |
| 1  | Philippe Gilbert  | Omega Pharma-Lotto | 5:48.52 |
| 2  | Carlos Barredo    | Rabobank           | + 0.12  |
| 3  | Greg Van Avermaet | BMC Racing Team    | + 0.14  |
| 4  | Joaquim Rodríguez | Katusha            | + 0.14  |
| 5  | Dries Devenyns    | Quick Step         | + 0.14  |
| 6  | Fränk Schleck     | Leopard Trek       | + 0.14  |
| 7  | Haimar Zubeldia   | Team RadioShack    | + 0.14  |
| 8  | Samuel Sánchez    | Euskaltel-Euskadi  | + 0.14  |
| 9  | Rigoberto Urán    | Team Sky           | + 0.14  |
| 10 | Jelle Vanendert   | Omega Pharma-Lotto | + 0.50  |